# 愛の第6感
『愛の第6感』（あいのだいろっかん）は、2004年12月8日にアップフロントワークス（zetimaレーベル）から発売されたモーニング娘。の6枚目のオリジナルアルバムである。

## 概要
- 初回限定仕様としてスペシャルパッケージ+ハロプロフォトカード1種とB3ポスターが封入されている。
- 6期メンバー（藤本美貴・亀井絵里・道重さゆみ・田中れいな）加入後初のオリジナルアルバム。
- 「HELP!!」「SHIP TO THE FUTURE」は、モーニング娘。主演ミュージカル「HELP!! 熱っちぃ地球を冷ますんだっ。」の劇中歌である（この作品のサウンドトラックCDは発売されていない）。そのため、この2曲とシングル曲である「女子かしまし物語」「浪漫 〜MY DEAR BOY〜」は辻希美・加護亜依が在籍時の作品である。

## 収録曲
- 全作詞・作曲：つんく / プロデュース：つんく♂

1. 涙が止まらない放課後 [3:42]
  - 編曲：鈴木俊介

24thシングル。
2. すき焼き [3:02]
  - 編曲：高橋諭一
3. 春の歌 / 飯田圭織・矢口真里・石川梨華・吉澤ひとみ [4:13]
  - 編曲：馬飼野康二
4. 女子かしまし物語 [5:57]
  - 編曲：鈴木Daichi秀行 / 管編曲：竹上良成

23rdシングル。
5. 直感 〜時として恋は〜 [4:11]
  - 編曲：鈴木俊介

後に「直感2 〜逃した魚は大きいぞ!〜」としてリメイクされ、28thシングルとして発売された。
6. 独占欲 [3:42]
  - 編曲：平田祥一郎
7. レモン色とミルクティ / 高橋愛・紺野あさ美・小川麻琴・新垣里沙・藤本美貴・亀井絵里・道重さゆみ・田中れいな [3:27]
  - 編曲：高橋諭一
8. 浪漫 〜MY DEAR BOY〜 [3:52]
  - 編曲：鈴木俊介

22ndシングル。
9. 声 [5:33]
  - 編曲：橋本由香利
10. HELP!! [2:26]
  - 編曲：湯浅公一

モーニング娘。主演 2004年ミュージカル「HELP!! 熱っちい地球を冷ますんだっ。」劇中挿入歌。
11. SHIP TO THE FUTURE [3:30]
  - 編曲：湯浅公一

モーニング娘。主演 2004年ミュージカル「HELP!! 熱っちい地球を冷ますんだっ。」劇中挿入歌。
12. 女子かしまし物語2 [5:08]
  - 編曲：鈴木Daichi秀行 / 管編曲：竹上良成

23rdシングルのリメイクバージョン。歌詞が新たに書き下ろされている。

## 参加メンバー
- 1期：飯田圭織
- 2期：矢口真里
- 4期：石川梨華・吉澤ひとみ・辻希美・加護亜依
- 5期：高橋愛・紺野あさ美・小川麻琴・新垣里沙
- 6期：藤本美貴・亀井絵里・道重さゆみ・田中れいな

## 参加ミュージシャン
- 飯田圭織：Chorus (#3)
- 矢口真里：Chorus (#3)
- 石川梨華：Chorus (#3)
- 吉澤ひとみ：Chorus (#3)
- つんく♂：Chorus (#4 - #8, #10 - #12)
- 鈴木俊介：Programming (#1, #8), Guitar (#1, #8), All Instruments (#5)
- スティング宮本：Bass (#1)
- 飯田ヒロシ：Percussion (#1), 当り鉦 (#5), 締太鼓 (#5)
- 篠崎正嗣ストリングスカルテット：Strings (#1)
- 高橋諭一：Programming (#2), Guitar (#2, #9), All Instruments (#7)
- 与座嘉秋（ホーム・チーム）：三線 (#2), お囃子 (#2)
- 名城奈々：三線 (#2), お囃子 (#2)
- 名城美奈子：三線 (#2), お囃子 (#2)
- 琉球國祭り太鼓：太鼓 (#2)
- 稲葉貴子：Chorus (#2, #3, #7, #10, #11)
- オグ：Chorus (#2, #5, #7), 長胴太鼓 (#5), Drums (#9), Tambourine (#9)
- 馬飼野康二：All Instruments (#3)
- 鈴木 "Daichi" 秀行：Programming (#4, #12), Guitar (#4, #12), Bass (#4, #12)
- 竹上良成：Sax (#4, #12)
- 小林太：Trumpet (#4, #12)
- 河合わかば：Trombone (#4, #12)
- 平田祥一郎：All Instruments (#6)
- 川添智久：Bass (#8)
- KONTA：S. Sax (#8)
- 土橋安騎夫：Keyboard (#8)
- 橋本由香利：Programming (#9)
- 渡辺等：Bass (#9)
- 中西康晴：E. Piano (#9)
- 湯浅公一：All Instruments (#10, #11)